# 岳池县

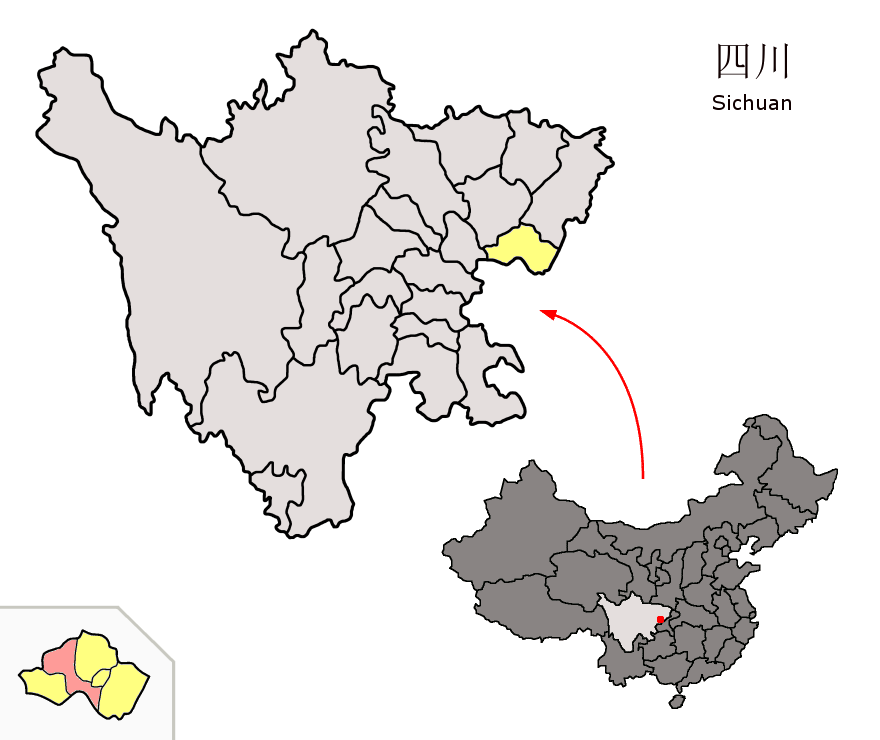
岳池县的地理位置

岳池县是中华人民共和国四川省的一个县级行政区。位于四川省东部。因县东三十里有安岳山，山上有思岳池而得名。面积1457平方千米，人口114万。邮政编码638300。县人民政府驻九龙镇。

## 历史沿革
- 唐武周万岁通天二年（679年），分南充、相如（今蓬安）两县地置岳池县。[2]
- 明洪武四年（1371年），属顺庆府广安州[3]
- 清康熙七年（1668年）并入广安州。康熙六十年（1721年）复置，隶川北顺庆府。[4]
- 民国元年1911年隶属四川都督府。民国7年，四川军阀割据，岳池属第三防区。民国24年，岳池属第十一行政督察区，直至1949年。
- 1950年，岳池县属四川南充专区（專署駐岳池縣）。[5]:51
- 1952年2月，南充專區駐地由岳池縣遷至南充市河東鄉。
- 1992年9月21日，岳池縣城關鎮更名為九龍鎮[6]。
- 1993年7月2日，岳池县隶属广安地区[7]。
- 1998年7月31日，广安地区改为广安市[8]，辖岳池至今。

## 縣域沿革
- 民國30年，調整與鄰縣的插花地，將雙鄢鄉境內的四方坡肖家大壩以北的120戶、馬家山以北的萬家溝地段30戶和長王閭溝一段8戶劃歸南充縣，南充縣的鄢家鄉部分劃入岳池縣[5]。
- 1952年1月15日，南充縣與岳池縣共管的小壩子劃歸岳池縣[9]。
- 1952年2月2日，岳池縣與廣安縣共管的羅渡場劃歸岳池縣[5][10]。
- 1952年2月2日，合川縣慶和鄉的十二村劃歸岳池縣；岳池縣與合川縣共管的嘯馬鄉劃歸岳池縣[5][10]。
- 1952年9月1日，南充縣同興鄉劃歸岳池縣；南充縣浸水鄉的八、九、十等3村劃歸岳池縣第五區精河鄉；南充縣勝觀鄉五、六、七等3村劃歸岳池縣第六區騎龍鄉[5][11]。
- 1952年9月1日，岳池縣禮安鄉5個村劃歸武勝縣；將武勝縣新場、斷橋、踏水3鄉共24村劃歸岳池縣[11][5]。
- 1952年10月17日，岳池縣高升鄉2個村劃歸南充縣[12]。
- 1952年，岳池縣黃龍鄉的白岩溝村劃歸南充縣[5]。
- 1953年9月，岳池縣嘯馬鄉再劃歸合川縣[5]。
- 1953年11月9日，合川縣慶合、新合2鄉劃歸岳池縣[13]。
- 1953年，廣安縣廣羅鄉有21戶，田33.55畝，土105.28畝劃歸岳池縣。
- 1954年2月15日，廣安縣鄭山鄉第十八村六、七兩小組劃歸岳池縣[14]。
- 1954年，廣安縣明月鄉五、六村的4個組劃入岳池縣[5]。
- 1955年，岳池縣安東鄉第十村劃歸廣安縣；漢山鄉第五村劃歸南充縣[5]。
- 1957年7月13日，岳池縣興隆鄉第七村劃歸南充縣[5][15]。
- 1959年6月24日，南充縣萬家鄉16戶劃歸岳池縣[16]。
- 1959年，廣安縣廣羅公社的一個大隊(高石村)劃入岳池縣[5]。
- 1979年4月29日，南充縣萬家、黃溪、浸水等公社7個大隊31個生產隊劃歸岳池縣[17]。
- 1979年10月5日，設立華雲工農區（相當縣級），岳池縣的溪口、高興、雞心、陽和、福興、新和7個公社和慶華鎮劃入[18]。

## 地理
- 全县幅员面积1457平方公里。
- 全县地貌以丘陵为主，海拔在300-700之间。

## 行政区划
岳池县下辖2个街道办事处、23个镇、2个乡：
九龙街道、朝阳街道、花园镇、坪滩镇、龙孔镇、镇裕镇、白庙镇、酉溪镇、同兴镇、兴隆镇、秦溪镇、顾县镇、苟角镇、天平镇、石垭镇、乔家镇、罗渡镇、裕民镇、中和镇、新场镇、普安镇、临溪镇、西板镇、齐福镇、伏龙镇、黄龙乡和鱼峰乡。

## 人口
- 总人口119.09万人。

## 经济
- 2022年，全县实现地区生产总值(GDP)288.0亿元，全年全县财政总收入35.3亿元，地方一般公共预算收入16.2亿元。
- 被评为中国西部百强县，综合排名第99位。

## 交通
- 南广高速公路：属于国家主干道[沪蓉高速公路(G42)]的一段。
- 南武高速公路：属于国家主干道[兰海高速公路(G75)]的一段。
- 遂广高速公路：属于地方重要干道[成渝第三绕城高速公路(S18)]的一段。

## 风景名胜
- 翠湖
- 金城山
- 玉屏湖

## 风味小吃
- 苟角卤鸭
- 顾县五香牛皮豆腐干
- 岳池米粉
- 顾县豆瓣
- 西板豆豉
- 中和豆花

## 特色艺术
- 灯戏
- 被单戏
- 民间杂技
- 民间曲艺
- 皮影